# Entreprise publique
Une entreprise publique, ou une entreprise d'État, est une entreprise « sur laquelle l’État ou d’autres collectivités territoriales peuvent exercer directement ou indirectement une influence dominante du fait de la propriété, de la participation financière ou des règles qui la régissent », selon la définition de l’Union européenne. L’influence dominante est présumée lorsque les pouvoirs publics, directement ou indirectement à l’égard de l’entreprise, détiennent la majorité du capital souscrit de l’entreprise ou disposent de la majorité des voix attachées aux parts émises par l’entreprise ou peuvent désigner plus de la moitié des membres de l’organe d’administration, de direction ou de surveillance de l’entreprise.
Hors de l’Union européenne, des entreprises publiques peuvent aussi correspondre à cette définition, y compris aux États-Unis où elles existent sous deux formes juridiques : les sociétés publiques fédérales (très peu nombreuses et acquises habituellement temporairement par le gouvernement fédéral et sous surveillance judiciaire, dans le cadre du Chapitre 11 de la loi sur les faillites des États-Unis, dans des secteurs jugés stratégiques et afin de leur éviter une liquidation judiciaire dans le cadre du Chapitre 7), et les sociétés publiques d’État (bien plus nombreuses et détenues ou contrôlées par un des États de la Fédération, voire plusieurs États associés dans l’opération si les entreprises sont de taille plus importantes).

## Dans l’Union européenne

### Belgique
En Belgique, les entreprises publiques varient principalement selon trois critères :
- le statut juridique :
  - société de droit public
  - association sans but lucratif de droit public (constituée par plusieurs autorités publiques)
  - établissement public (constitué par l'acte unilatéral d'une autorité publique)
- les modalités de gestion :
  - organismes d'intérêt public (chargées d'un service public, parastatales)
  - participations
- la nature du pouvoir public propriétaire :
  - État fédéral
  - région
  - communauté
  - commune
  - intercommunale

Le Royaume de Belgique[pas clair] détient notamment les participations suivantes :
- Société nationale des chemins de fer belges
- Infrabel
- RTBF Radio-télévision belge de la Communauté française
- VRT Vlaamse Radio- en Televisieomroeporganisatie
- Belgischer Rundfunk
- Proximus (53,3 %)
- Aéroport de Bruxelles (25 %)
- Belfius (100 %).

### France
Les activités industrielles et commerciales assumées par l'administration sont confiées à des entreprises publiques. C'est pour la France un organisme doté d'une personnalité morale, appartenant au secteur public avec une possibilité de participation du secteur privé. Il n'y a pas de statut unique de l'entreprise publique. Ainsi, il existe un certain nombre de formes et de fonctionnement :
- les établissements publics à caractère industriel et commercial (EPIC), de droit public, qui ne sont pas ouverts sur le marché des titres et n'ont pas de capital ;
- les sociétés nationales de droit privé : des sociétés anonymes à capitaux publics (le capital appartient entièrement à l'État) ;
- des sociétés d'économie mixte : des entreprises privées dans lesquelles l'État ou les collectivités territoriales investissent. Les personnes publiques (État, collectivités) possèdent séparément ou à plusieurs plus de la moitié du capital (art. L. 1522-1 CGCT).

Il arrive que l'État transforme un EPIC en société nationale puis cède des titres (privatisations). Ainsi, des EPIC deviennent des entreprises publiques, puis de simples sociétés privées dans lesquelles il investit.
La présence de l’État dans l'économie est en net recul, en particulier depuis la fin des années 1980 et le programme de privatisation lancé par Jacques Chirac, alors premier ministre. L'État français a ainsi cédé environ 1 500 sociétés et transféré plus d’un million de salariés au secteur privé. La part de l’emploi public, hors fonction publique (enseignement, administration, hôpitaux…), dans l’emploi salarié total est tombée de 10,5 % en 1986 à 3,1 % en 2019.

#### Entreprises de l’État
Les participations de l'État français sont gérées par l'Agence des participations de l'État (APE), qui édite un rapport annuel recensant les entreprises possédées par l'État, en totalité ou en partie. En mai 2013 le portefeuille de l'État était valorisé à 62 milliards d'euros. Au 31 décembre 2017, la somme des chiffres d'affaires des entreprises du portefeuille de l'APE atteint 509,5 milliards d'euros, pour une somme des BAIIDA de 75,5 milliards.

#### Historique
La plupart des entreprises publiques le sont depuis les nationalisations de 1945.
L'État a vendu une partie de ces participations à partir de 1986 : grande vague de privatisations sous le gouvernement Jacques Chirac, et cessions lentes et progressives au cours des années 1990 et 2000, entre autres par des vagues de privatisations, ce qui a permis de recapitaliser certaines entreprises (augmentation de capital d'EDF par exemple), d'ouvrir certains secteurs à la concurrence (France Télécom par exemple) et de réduire le déficit budgétaire afin de ralentir la progression de la dette publique de la France.
Pour les entreprises cotées en bourse, l’État diminue progressivement sa participation par des petites ventes successives.
Anciennes entreprises publiques
- Thales : 33,4 % en 2002, 31,3 % en 2006, 27,30 % en 2007, entièrement privatisée en 2010
- SNPE : 100 % en 2006, privatisation totale en cours en 2011
- Charbonnages de France : 100 % en 2006, établissement dissous le 1er janvier 2008
- EMC (entreprise minière et chimique) : 100 % en 2006, dissous en 2010

#### Entreprises de collectivités publiques autres que de l'État
Beaucoup d'entreprises publiques sont la propriété de collectivités territoriales, tel que la Ville de Paris pour une vingtaine de sociétés d'économie mixte.
Les collectivités territoriales contrôlent parfois des entreprises conjointement avec l'État, comme dans le cas de la Compagnie nationale du Rhône.

### Suède
Le Royaume de Suède détient : Systembolaget.

## Dans les autres pays européens

### Suisse
La Confédération suisse détient :
- La Poste Suisse
- Chemins de fer fédéraux suisses
- Société suisse de radiodiffusion et télévision
- Skyguide
- Swisscom (56,94 %)

## En Amérique

### Canada
- Via Rail
- Société Radio-Canada
- Postes Canada
- Nav Canada

L’État du Canada gère les infrastructures mais pas les plateformes :
- Aéroport international Pearson de Toronto
- Aéroport international de Vancouver
- Aéroport international Pierre-Elliott-Trudeau de Montréal
- Aéroport international de Calgary
- Aéroport international Macdonald-Cartier d'Ottawa
- Aéroport international d'Edmonton
- Aéroport international Stanfield d'Halifax
- Aéroport international James Armstrong Richardson de Winnipeg
- Aéroport international de Victoria
- Aéroport international de Kelowna
- Aéroport international de St. John's
- Aéroport international de Regina
- Aéroport John G. Diefenbaker
- Aéroport de Prince George
- Aéroport international Jean-Lesage de Québec
- Aéroport international de London
- Aéroport international de Thunder Bay
- Aéroport international Montréal-Mirabel
- Aéroport international de Frédéricton
- Aéroport international du Grand Moncton
- Aéroport de Saint-Jean
- Aéroport international de Gander

### Mexique
Les États-Unis du Mexique détiennent : Pemex.

### États-Unis
Les entreprises soutenues par le Gouvernement (government-sponsored enterprises, ou GSEs) sont un groupe de sociétés de services financiers créé par le Congrès des États-Unis. Leur fonction est d’améliorer les flux de crédit envers des secteurs ciblés de l’économie et de rendre ces segments du marché de capitaux plus efficaces et transparents. L’effet désiré des GSE’s est d’améliorer la disponibilité et réduire le coût du crédit pour les secteurs emprunteurs ciblés : l’agriculture, le financement immobilier et l’éducation. Le Congrès a créé la première GSE en 1916 avec la création du Farm Credit System pour le financement dans le secteur agricole ; il a initié des GSEs dans le segment du financement immobilier avec la création du Federal Home Loan Banks en 1932 ; et il a ciblé l’éducation en régulant Sallie Mae en 1972 (bien que le Congrès ait aussi autorisé Sallie Mae à se démettre de son partenariat gouvernemental pour devenir une institution entièrement privée en 1995). Le segment des prêts résidentiels est de loin le plus gros des segments emprunteurs dans lesquels opèrent les GSEs. Ensemble, les trois GSEs de financement immobilier (Fannie Mae, Freddie Mac et les 12 Federal Home Loan Banks) détiennent plusieurs milliards de dollars d’en-cours de prêts dans leurs comptes de résultats. Le gouvernement fédéral possède des warrants qui, s’ils étaient exercés, lui permettraient de prendre une part de 79,9 % de propriété dans ces sociétés. Le gouvernement fédéral n’a jusqu’à présent pas exercé ces warrants. Ces entreprises incluent :
- Fannie Mae
- Freddie Mac
- Farmer Mac
- Sallie Mae (et ses filiales)
- Federal Home Loan Banks (ensemble de 12 banques).

Les sociétés régulées et détenues par le Gouvernement fédéral (Federal Government chartered and owned corporations, ou FGCOC’s) sont un ensemble séparé de sociétés qui ont été initiées, régulées et détenues par le Gouvernement fédéral, afin d’opérer dans la fourniture de services publics fédéraux, mais à l’inverse des agences fédérales (telles que l’Environmental Protection Agency, ou le Bureau of Indian Affairs) ou des commissions indépendantes fédérales (par ex. la Federal Communications Commission, la Nuclear Regulatory Commission, etc.), elles disposent d’une personnalité juridique séparée de celle du Gouvernement fédéral, en disposant du plus haut degré d’indépendance du pouvoir politique. Elles reçoivent parfois des appropriations budgétaires fédérales, mais certaines disposent de sources indépendantes de revenus. Ces sociétés incluent :
- National Railroad Passenger Corporation (Amtrak)
- Tennessee Valley Authority
- Corporation for Public Broadcasting
- Federal Deposit Insurance Corporation
- Federal Crop Insurance Corporation
- Millennium Challenge Corporation
- St. Lawrence Seaway Development Corporation
- Pension Benefit Guaranty Corporation
- Corporation for National and Community Service (AmeriCorps)
- Overseas Private Investment Corporation
- Federal Reserve
- Legal Services Corporation
- United States Postal Service
- Conrail (former)
- Resolution Trust Corporation (ancien)
- Panama Canal Commission (ancien)

Les sociétés acquises par le Gouvernement fédéral sont un ensemble séparé de sociétés qui n’étaient initialement pas régulées ni créées par le Gouvernement fédéral, mais dont le Gouvernement a pris possession pour les opérer lui-même. Peu nombreuses, elles sont de deux catégories :
- les sociétés gouvernementales en incident (Incidental Governmental Corporations, ou IGCs) : ces sociétés sont temporairement en possession du Gouvernement par l’effet de saisie de la propriété d’un débiteur défaillant du Gouvernement, telles que les sociétés en infraction avec le fisc ou dans l’incapacité de rembourser des fonds qui lui ont été avancés pour la fourniture de produits et services non rendus au Gouvernement ; habituellement, elles sont en attente d’une adjudication judiciaire, et sont trop petites pour être notées individuellement, d’autant que leur durée de survie est courte ;
- les sociétés acquises par le gouvernement (Governement-acquired corporations, ou GACs), sont des sociétés dont les actions et/ou actifs ont été achetés par le Gouvernement fédéral, par le fait que ces sociétés ont été jugées stratégiques et « trop grandes pour défaillir », ou en d’autres termes, que leur liquidation présenterait un risque systémique trop élevé à l’économie globale des États-Unis pour qu’ils laissent de telles sociétés être liquidées, mises en faillite, ou même simplement pour qu’elles cessent de fournir leurs services. Ces sociétés incluent :
  - Citigroup
  - General Motors (et d’autres sociétés du groupe)
  - AIG (American International Group) (et d’autres sociétés du groupe)

Il existe un second niveau de gouvernement souverain aux États-Unis après le Gouvernement fédéral, celui des différents États de la Fédération qui composent les États-Unis. Les gouvernements d’États sont des entités souveraines sur le plan juridique (comme le Gouvernement fédéral, et d’autres souverainetés) ; ils doivent leur existence souveraine du peuple souverain de leur territoire qui les a créés et a écrit leur Constitution d’État ; ils ne sont pas des corps de sociétés, puisqu’ils ne sont pas créés par les acquis du Gouvernement fédéral et existent avec ou sans le consentement du Gouvernement fédéral. En tant que souveraines, elles ont le pouvoir de détenir le « titre radical » sur la terre, et d’exercer les quatre pouvoirs fondamentaux (la levée de taxes, le « domaine éminent », le pouvoir de police, et l’échet) de même que divers autres pouvoirs (comprenant le pouvoir d’accorder des chartes, et implicitement dans ce pouvoir celui d’organiser des sociétés, ce qu’ils font effectivement, de façon très étendue). La très vaste majorité des sociétés non gouvernementales aux États-Unis sont régulées par les États des États-Unis et non pas le Gouvernement fédéral, ceci incluant la plupart des organisations caritatives (bien que certaines de réputation nationale sont régulées par le Gouvernement fédéral et non par un gouvernement d’État), les sociétés sans but lucratif, et les sociétés commerciales à but lucratif. Les États, en tant que souverains, ont aussi le pouvoir d’organiser et réguler les sociétés qu’ils détiennent, contrôlent ou dont ils exercent la responsabilité de financer et diriger. Ceci inclut :
- Les sociétés municipales (Municipal corporations, ou MC’s) sont des entreprises publiques qui ont un contrôle démocratique dévolu sur les affaires locales à une région géographique donnée (elles existent au niveau de villages, villes, faubourgs, cités, ou comtés). Bien que ces sociétés municipales sont souvent régulées et parfois financées par le gouvernement d’État, et peuvent souvent collecter des taxes locales, elles sont des entités publiques dévolues de portée limitée, non souveraines, et un gouvernement d’État qui les régule n’est pas légalement responsable de leurs dettes dans le cas éventuel d’une banqueroute municipale.
- Les sociétés régulées et détenues par l’État (State chartered and owned corporations, ou SCOC’s) sont très nombreuses et fournissent divers services publics. Des exemples incluent North Dakota Mill and Elevator ou South Dakota Public Broadcasting. Pour parler en général, un document de statut passé par une législature d’État établit spécifiquement une société détenues par le gouvernement afin de prendre en charge une mission de service public avec des fonds ou propriétés publiques. Les sociétés de loteries sont également détenues par les gouvernements d’État, telles que la Georgia Lottery Corporation et bien d’autres.

Il existe un troisième niveau de gouvernement souverain aux États-Unis, celui des gouvernements tribaux des Natifs Américains. Les tribus natives américaines sont comprises comme d’anciennes souverainetés, établies par le peuple souverain depuis des temps immémoriaux, et reconnues comme souveraines par le Gouvernement fédéral des États-Unis (de même que celui des différents États), et en tant que tels, les gouvernements tribaux natifs américains (et alaskans) disposent des droits propres aux souverainetés, qui incluent le pouvoir de détenir le « titre radical » sur la terre, d’exercer les quatre pouvoirs fondamentaux (taxes, « domaine éminent », pouvoir de police et échet) de même que d’autres pouvoirs, par exemple celui de réguler les sociétés et prendre en charge des missions publiques dont peuvent bénéficier leurs citoyens tribaux, les Natifs Américains et Natifs Alaskans qui sont aussi des citoyens de leur État américain respectif, et aussi des citoyens des États-Unis. Les Natifs Alaskans sont particulièrement avancés dans l’exercice de leur souveraineté tribale pour incorporer des sociétés détenues par et pour le bénéfice de leurs citoyens tribaux et concourent dans des secteurs économiques hautement compétitifs via les Alaska Native Regional Corporations. Les tribus natives américaines dans les 48 États intérieurs utilisent leur souveraineté et leur capacité à réguler et organiser en utilisant des facilitations régulatoires ; par exemple, les sociétés tribales natives américaines vendent ou échangent souvent des biens qui sont souvent lourdement taxés dans les États environnants (tels que le tabac) ou s‘engagent dans des activités que les États environnants ont (pour des raisons de politique publique) interdites, telles que les opérations des casinos ou établissements de jeu d’argent. La plupart de ces entreprises se sont avérées pleines de succès pour les souverains tribaux natifs américains et leurs sociétés tribales, amenant enfin un niveau de vie et un confort élevé aux Natifs américains.

## En Afrique

### Mali
La République du Mali détient : l'Office national des postes.

## En Océanie

### Nauru
La République de Nauru détient :
- Republic of Nauru Phosphate Corporation.